# Erl (Tyrolsko)
Erl je obec v rakouské spolkové zemi Tyrolsko, v okrese Kufstein. Žije zde přibližně 1 600 obyvatel.

## Geografie
Obec leží u hranic Rakouska s Německem.

### Sousední obce
| Růžice kompasu | Flintsbach am Inn (Německo) | Nußdorf am Inn (Německo) | Samerberg (Německo)          | Růžice kompasu |
| Růžice kompasu | Oberaudorf (Německo)        | Sever                    | Aschau im Chiemgau (Německo) | Růžice kompasu |
| Růžice kompasu | Oberaudorf (Německo)        | Erl (Tyrolsko)           | Aschau im Chiemgau (Německo) | Růžice kompasu |
| Růžice kompasu | Oberaudorf (Německo)        | Jih                      | Aschau im Chiemgau (Německo) | Růžice kompasu |
| Růžice kompasu |                             | Niederndorf              | Niederndorferberg            | Růžice kompasu |